# Louis the Child (DJs)
Louis the Child là một nhóm nhạc DJ ở tại North Shore (Chitago) bao gồm Robby Hauldren và Frederic J. Kennett.Họ nổi tiếng với các bản đĩa đơn "Better Not","It's Strange","Weekend" và "Fire".Nhóm được tạo ra bởi Simon Cowell,một người bạn lâu năm của gia đình Kennett,người đã rất ấn tượng về kỹ năng chơi DJ và khả năng nhảy của Hauldren.
Hauldren từng chia sẻ Madeon, Flume, Porter Robinson và Odesza là những người có sức ảnh hưởng âm nhạc trong lòng anh.

## Khởi đầu sự nghiệp
Robert "Robby" Hauldren sinh ngày 7 tháng 9 năm 1996.Anh theo học tại Đại học Nam California trong một năm trước khi quyết định theo đuổi sự nghiệp âm nhạc.Hauldren trở thành một tay chơi nhạc không lời và mashup dưới cái tên Haul Pass trong năm 2011. Frederic "Freddy" Kennett sinh ngày 19 tháng 10 năm 1997. Anh tập trung vào sự nghiệp âm nhạc với bí danh Fatboy, khi đang học xong trung học. Mặc dù học cùng trường, cụ thể là trường trung học New Trier ở Winnetka, Illinois nhưng sau đó họ lại gặp nhau tại buổi hòa nhạc Madeon năm 2012.
Năm 2013 và 2014, nhóm Louis the Child bắt đầu biểu diễn tại các địa điểm hòa nhạc nhỏ. Năm 2015, ban nhạc bắt đầu nổi tiếng với đĩa đơn "It's Strange". Bài hát đã giành được nhiều lời khen ngợi từ một số nghệ sĩ, trong đó nổi bật nhất có Taylor Swift, người đã đưa nó vào danh sách bài hát yêu thích của cô. Bài hát cũng được giới thiệu trên nhạc nền trò chơi bóng đá FIFA 16. Sau đó, họ biểu diễn mở màn cho buổi hòa nhạc Madeon và The Chainsmokers. Sau đó, bộ đôi này bắt đầu chuyến lưu diễn vào năm 2015 ở quê hương Chicago. Kể từ đó, Louis the Child đã bắt đầu biểu diễn tại nhiều lễ hội âm nhạc nổi tiếng khác nhau, chẳng hạn như Coachella, Lollapalooza và sẽ xuất hiện tại We the Fest.

## Đĩa Đơn và Album

### Album mini
- Dimensions (2013)
- Love Is Alive (2017)

### Đĩa Đơn

#### 2015
- "It's Strange"

#### 2016
- "From Here"
- "Weekend" (hợp tác với Icona Pop)
- "Fire" (hợp tác với Evalyn)

#### 2017
- "Love Is Alive" (hợp tác với Elohim)
- "Slow Down Love" (hợp tác với Chelsea Cutter)
- "Right to It" (hợp tác với Ashe)
- "Last to Leave" (hợp tác với Caroline Ailin)

#### 2018
- "Shake Something" (hợp tác với Joey Purp)